# El maleficio (telenovela, 1983)
Pour les articles homonymes, voir El maleficio.
El maleficio est une telenovela mexicaine produite par Televisa et diffusée du 7 février 1983 au 27 avril 1984 sur El Canal de las Estrellas.

## Distribution
- Jacqueline Andere : Beatriz Almanza vda. de Castellanos / de De Martino
- Ernesto Alonso : Enrique de Martino
- Norma Herrera : Nora Valdés
- Humberto Zurita : Jorge de Martino Valdés
- Carmen Montejo : Doña Emilia González vda. de Castellanos
- Sergio Jiménez : Raúl de Martino / Damián Juárez
- María Sorté : Patricia Lara
- Erika Buenfil : Victoria "Vicky" Castellanos Almanza de De Martino
- Emilia Carranza : María de Reyna
- Gloria Mayo : Eva Von Meyer
- Arsenio Campos : Álvaro Rojas
- Sergio Goyri : César de Martino Valdés
- Rebecca Jones : Ruth Reyna
- Eduardo Yáñez : Diego Rosales
- Alba Nydia Díaz : Sara Martínez
- Alfredo Leal : Ricardo Castellanos González / Roberto Castellanos González
- Jorge del Campo : Felipe Reyna
- Alfonso Meza : Teniente Larios
- Patricia Reyes Spíndola : Teodora
- Carlos Bracho : Pedro Jiménez
- Gina Romand : Alicia
- Armando Araiza : Juan "Juanito" Castellanos Almanza
- Ana Patricia Rojo : Liliana
- Mónica Martell : Alma Bauer
- Raquel Olmedo : Yuliana Pietri
- Héctor Sáez : Joao Silveira
- Nerina Ferrer : Lorena Montes
- Guillermo Aguilar : Meyer
- Malena Doria : Soledad
- Angélica Chain : Cinthia
- Eduardo Liñán : Alberto Pietri
- Myrrah Saavedra : Casandra
- Roy Rossello
- Carmen Belén Richardson : Inés de Rojas
- Luis Enrique Guzmán Pinal : Francisco "Paco"
- Miguel Palmer : Armando Ramos
- Xavier Masse : Luigi Colombo
- Rey Pascual : Rioja
- Eric del Castillo : Carlos Reyes
- Bárbara Hermen : Lourdes "Lulú" Ordóñez

## Versions
- El maleficio (2023)